# Stegothyris
Stegothyris is een geslacht van vlinders van de familie van de grasmotten (Crambidae), uit de onderfamilie van de Acentropinae. De wetenschappelijke naam en de beschrijving van dit geslacht werden voor het eerst in 1863 gepubliceerd door Julius Lederer.
Dit geslacht is monotypisch, dat wil zeggen dat het maar één soort heeft namelijk Stegothyris fasciculalis Zeller, 1852.